# Hemerodromia tigrigrana
Hemerodromia tigrigrana är en tvåvingeart som beskrevs av Vaillant och Gagneur 1998. Hemerodromia tigrigrana ingår i släktet Hemerodromia och familjen dansflugor. Inga underarter finns listade i Catalogue of Life.